# Thủ tướng Cộng hòa Cuba
 Thủ tướng Cuba (tiếng Tây Ban Nha: Primer Ministro de Cuba), được gọi là Chủ tịch Hội đồng Bộ trưởng (tiếng Tây Ban Nha: Presidente del Consejo de Ministros de Cuba) từ năm 1976 đến 2019, là người đứng đầu Hội đồng Bộ trưởng Cuba.
Chức vụ Thủ tướng được thành lập lần đầu tiên vào năm 1940 theo quy định của Hiến pháp Cuba được sửa đổi vào năm đó. Thủ tướng đầu tiên của Cuba là Carlos Saladrigas Zayas (1900 - 1957), cháu trai của cựu Tổng thống Alfredo Zayas. Thủ tướng đôi khi cũng được gọi là " premier " trong tiếng Anh. Từ năm 1940 đến 1959, đã có 15 người đảm nhận chức vụ thủ tướng; Félix Lancís Sánchez đã đảm nhận vai trò hai lần (1944 - 1945 và 1950 - 1951) trong khi Fulgencio Batista giữ vị trí đồng thời với vị trí của Tổng thống Cuba trong một tháng (tháng 4 năm 1952) sau cuộc đảo chính quân sự. Fidel Castro trở thành thủ tướng năm 1959, thay thế ông Jose Miró Cardona.
Tên gọi của chức vụ Thủ tướng được chính thức thay đổi vào ngày 2 tháng 12 năm 1976 khi một hiến pháp quốc gia mới, tái cấu trúc chính phủ, có hiệu lực. Theo hiến pháp đó, chức vụ Tổng thống đã bị bãi bỏ và được thay thế bởi một nguyên thủ quốc gia kiểu Xô viết, Hội đồng Nhà nước, được bầu bởi Quốc hội Nhân dân.
Tuy nhiên, không giống như kiểu phân quyền của Liên Xô, nơi Chủ tịch Đoàn Chủ tịch Liên Xô Tối cao và Hội đồng Bộ trưởng là những người khác biệt nắm giữ, thì Hội đồng Bộ trưởng Cuba được chủ trì bởi cùng một người như Hội đồng Nhà nước.
Vào ngày 24 tháng 2 năm 2019, một hiến pháp khác - hiện tại của Cuba - đã được thông qua trong một cuộc trưng cầu dân ý. Theo đó, chính phủ một lần nữa được tổ chức lại, và các chức vụ Chủ tịch nước và Thủ tướng đã được khôi phục. Sự sắp xếp lại này, tuy nhiên, vẫn chưa có hiệu lực.
Quốc hội Cuba đã bầu Thủ tướng mới vào cuối năm 2019, người đắc cử là Manuel Marrero Cruz, cựu Bộ trưởng Bộ Du lịch Cuba.